# フェデックス・セントジュード招待
WGCフェデックス・セントジュード・インビテーショナル（WGC-FedEx St.Jude Invitational）は、世界ゴルフ選手権の一戦として、毎年8月に開かれていたゴルフの大会である。会場はアメリカ・テネシー州メンフィスにある「TPCサウスウィンド」で行われていた。1999年から2005年まではNEC招待（WGC-NEC Invitational）、2006年から2018年まではブリヂストン招待（WGC-Bridgestone Invitational）という大会名であった。優勝者にはゲーリー・プレーヤー・カップが贈呈されていた。

## 歴史
この大会は元々、1962年9月にメジャー大会優勝者による非公式大会としてスタートした。
当初はジャック・ニクラス、アーノルド・パーマー、ゲーリー・プレーヤーのBIG3が36ホールで争っていたが、1人の選手がその年に複数のメジャー大会優勝した場合、補欠としてカナディアン・オープンやウェスタン・オープンの優勝者が参加していたこともあった。その後、メジャー大会優勝者同士による大会方式は1975年まで続き、PGAグランドスラム・オブ・ゴルフに受け継がれた。
1976年以降PGAツアーの公式戦となり、大会方式は現行のものとなった。1984年からは日本電気（NEC）のアメリカ現地法人がスポンサーとなりNECワールドシリーズ・オブ・ゴルフとなる。1999年からはWGCのひとつに指定され、名称もNECインビテーショナルに変更された。メジャーリーグベースボールと同じように、4大メジャーに次ぐ「真の世界一決定戦」という位置づけの大会のひとつである。2006年からスポンサーがブリヂストンに変更された。2018年大会をもってオハイオ州アクロンのファイアストーン・カントリークラブでの開催が最後となり、2019年からテネシー州メンフィスで開催された。
大会に出場できるのは、当年度の世界ランキング50位以内に入った選手、また世界各地のツアー競技で指定された大会の優勝者、ならびに団体戦のライダーカップとプレジデンツカップの代表選手が対象となっている。日本ツアーでは、前年のブリヂストンオープン及びダンロップフェニックストーナメント、当年日本ゴルフツアー選手権の優勝者が対象となる。試合は4日間のストロークプレー方式で行われる。
本大会が世界ゴルフ選手権に編入された後、最初の2回はメジャー大会最終戦の全米プロゴルフ選手権から1週間の間隔を置いて行われていた。しかし2001年度の大会から、全米プロゴルフ選手権のすぐ翌週に開催されるようになった。そのため、出場資格のある選手たちにとっては大規模な大会の連戦となり、コンディションの調整が大きなカギを握る。
2002年度の大会だけは、ファイアストーン・カントリークラブが「全米プロシニア選手権」の会場に使用されたため、ワシントン州サマミッシュのサハリー・カントリークラブで行われたが、2003年からは再び元のファイアストーンに戻った。このコースは16番ホール（667ヤード、パー5）に“Monster”（モンスター、距離が非常に長いことからついた）という愛称がある。ここでトリプルボギーを叩いたアーノルド・パーマーが「Monster」と呼んだのがきっかけでその愛称が付いた。
1999年に世界ゴルフ選手権第2戦となってからは、1999年〜2001年にかけてタイガー・ウッズが大会3連覇を飾っている。その2年前、まだ本大会がNECワールドシリーズ・オブ・ゴルフだった1997年に、グレグ・ノーマン（オーストラリア）がここで最後のPGAツアー優勝を果たした。
タイガー・ウッズは2009年までに7度優勝し、最低順位も4位とこの大会を得意としていたが、2010年は苦戦し自己ワーストの4日間通算18オーバーを記録し、プロ転向後最低の78位タイで終えた。
2022年、WGCの大幅縮小により歴史に幕を下ろした。

## 歴代優勝者
| 2021年               | アブラハム・アンセル   | サウスウインド、テネシー       | 264 | −16 | プレーオフ | サム・バーンズ 松山英樹                                               | 1,820,000 |
| 2020年               | ジャスティン・トーマス | サウスウインド、テネシー       | 267 | −13 | 3打差      | ダニエル・バーガー ブルックス・ケプカ トム・ルイス フィル・ミケルソン | 1,785,000 |
| 2019年               | ブルックス・ケプカ     | サウスウインド、テネシー       | 264 | −16 | 1打差      | ウェブ・シンプソン                                                    | 1,745,000 |
| WGC-ブリヂストン招待 |                        |                                |     |     |            |                                                                       |           |
| 2018年               | ジャスティン・トーマス | ファイアーストーンCC、オハイオ | 265 | −15 | 4打差      | カイル・スタンリー                                                    | 1,700,000 |
| 2017年               | 松山英樹               | ファイアーストーンCC、オハイオ | 264 | −16 | 5打差      | ザック・ジョンソン                                                    | 1,700,000 |
| 2016年               | ダスティン・ジョンソン | ファイアーストーンCC、オハイオ | 274 | −6  | 1打差      | スコット・ピアシー                                                    | 1,620,000 |
| 2015年               | シェーン・ローリー     | ファイアーストーンCC、オハイオ | 269 | −11 | 2打差      | バッバ・ワトソン                                                      | 1,570,000 |
| 2014年               | ローリー・マキロイ     | ファイアーストーンCC、オハイオ | 265 | −15 | 2打差      | セルヒオ・ガルシア                                                    | 1,500,000 |
| 2013年               | タイガー・ウッズ (8)   | ファイアーストーンCC、オハイオ | 265 | −15 | 7打差      | キーガン・ブラッドリー ヘンリク・ステンソン                           | 1,500,000 |
| 2012年               | キーガン・ブラッドリー | ファイアーストーンCC、オハイオ | 267 | −13 | 1打差      | ジム・フューリク スティーブ・ストリッカー                             | 1,400,000 |
| 2011年               | アダム・スコット       | ファイアーストーンCC、オハイオ | 263 | −17 | 4打差      | ルーク・ドナルド リッキー・ファウラー                                 | 1,400,000 |
| 2010年               | ハンター・メイハン     | ファイアーストーンCC、オハイオ | 268 | −12 | 2打差      | ライアン・パーマー                                                    | 1,400,000 |
| 2009年               | タイガー・ウッズ (7)   | ファイアーストーンCC、オハイオ | 268 | −12 | 4打差      | ロバート・アレンビー パドレイグ・ハリントン                           | 1,400,000 |
| 2008年               | ビジェイ・シン         | ファイアーストーンCC、オハイオ | 270 | −10 | 1打差      | スチュアート・アップルビー リー・ウエストウッド                       | 1,350,000 |
| 2007年               | タイガー・ウッズ (6)   | ファイアーストーンCC、オハイオ | 272 | −8  | 8打差      | ジャスティン・ローズ ロリー・サバティーニ                             | 1,350,000 |
| 2006年               | タイガー・ウッズ (5)   | ファイアーストーンCC、オハイオ | 270 | −10 | プレーオフ | スチュワート・シンク                                                  | 1,300,000 |
| WGC-NEC招待          |                        |                                |     |     |            |                                                                       |           |
| 2005年               | タイガー・ウッズ (4)   | ファイアーストーンCC、オハイオ | 274 | −6  | 1打差      | クリス・ディマルコ                                                    | 1,300,000 |
| 2004年               | スチュワート・シンク   | ファイアーストーンCC、オハイオ | 269 | −11 | 4打差      | ロリー・サバティーニ タイガー・ウッズ                                 | 1,200,000 |
| 2003年               | ダレン・クラーク       | ファイアーストーンCC、オハイオ | 268 | −12 | 4打差      | ジョナサン・ケイ                                                      | 1,050,000 |
| 2002年               | クレイグ・パリー       | サハリーCC、サマミッシュ       | 268 | −16 | 4打差      | ロバート・アレンビー フレッド・ファンク                               | 1,000,000 |
| 2001年               | タイガー・ウッズ (3)   | ファイアーストーンCC、オハイオ | 268 | −12 | プレーオフ | ジム・フューリク                                                      | 1,000,000 |
| 2000年               | タイガー・ウッズ (2)   | ファイアーストーンCC、オハイオ | 259 | −21 | 11打差     | ジャスティン・レナード フィリップ・プライス                           | 1,000,000 |
| 1999年               | タイガー・ウッズ       | ファイアーストーンCC、オハイオ | 270 | −10 | 1打差      | フィル・ミケルソン                                                    | 1,000,000 |

## ワールドシリーズ・オブ・ゴルフ歴代優勝者
| 開催年                            | 優勝者                            | 出身国                            | 優勝賞金 ($)                      |
| NECワールドシリーズ・オブ・ゴルフ | NECワールドシリーズ・オブ・ゴルフ | NECワールドシリーズ・オブ・ゴルフ | NECワールドシリーズ・オブ・ゴルフ |
| --------------------------------- | --------------------------------- | --------------------------------- | --------------------------------- |
| 1998                              | デビッド・デュバル                | アメリカ合衆国                    | 405,000                           |
| 1997                              | グレグ・ノーマン (2)              | オーストラリア                    | 396,000                           |
| 1996                              | フィル・ミケルソン                | アメリカ合衆国                    | 378,000                           |
| 1995                              | グレグ・ノーマン                  | オーストラリア                    | 360,000                           |
| 1994                              | ホセ・マリア・オラサバル (2)      | スペイン                          | 360,000                           |
| 1993                              | フルトン・アレム                  | 南アフリカ共和国                  | 360,000                           |
| 1992                              | クレイグ・スタドラー (2)          | アメリカ合衆国                    | 252,000                           |
| 1991                              | トム・プルツァー                  | アメリカ合衆国                    | 216,000                           |
| 1990                              | ホセ・マリア・オラサバル          | スペイン                          | 198,000                           |
| 1989                              | デビッド・フロスト                | 南アフリカ共和国                  | 180,000                           |
| 1988                              | マイク・リード                    | アメリカ合衆国                    | 162,000                           |
| 1987                              | カーティス・ストレンジ            | アメリカ合衆国                    | 144,000                           |
| 1986                              | ダン・ポール                      | アメリカ合衆国                    | 126,000                           |
| 1985                              | ロジャー・モルトビー              | アメリカ合衆国                    | 126,000                           |
| 1984                              | デニス・ワトソン                  | ジンバブエ                        | 126,000                           |
| World Series of Golf              |                                   |                                   |                                   |
| 1983                              | ニック・プライス                  | ジンバブエ                        | 100,000                           |
| 1982                              | クレイグ・スタドラー              | アメリカ合衆国                    | 100,000                           |
| 1981                              | ビル・ロジャース                  | アメリカ合衆国                    | 100,000                           |
| 1980                              | トム・ワトソン                    | アメリカ合衆国                    | 100,000                           |
| 1979                              | ロン・ヒンキー                    | アメリカ合衆国                    | 100,000                           |
| 1978                              | ギル・モーガン                    | アメリカ合衆国                    | 100,000                           |
| 1977                              | ラニー・ワドキンス                | アメリカ合衆国                    | 100,000                           |
| 1976                              | ジャック・ニクラス                | アメリカ合衆国                    | 100,000                           |

## ワールドシリーズ・オブ・ゴルフ（非公式大会）歴代優勝者
| 開催年 | 優勝者                     | 2位                                                         | 3位                                                         | 4位                                                        |
| ------ | -------------------------- | ----------------------------------------------------------- | ----------------------------------------------------------- | ---------------------------------------------------------- |
| 1975   | トム・ワトソン (O)         | ジャック・ニクラス (MP)                                     | トム・ワイスコフ (C)                                        | ルー・グラハム (U)                                         |
| 1974   | リー・トレビノ (P)         | ゲーリー・プレーヤー (MO)                                   | ボビー・ニコルズ (C)                                        | ヘール・アーウィン (U)                                     |
| 1973   | トム・ワイスコフ (O)       | (タイ) ジョニー・ミラー (U) & ジャック・ニクラス (P)        | (タイ) ジョニー・ミラー (U) & ジャック・ニクラス (P)        | トミー・アーロン (M)                                       |
| 1972   | ゲーリー・プレーヤー (P)   | (タイ) ジャック・ニクラス (MU) & リー・トレビノ (O)         | (タイ) ジャック・ニクラス (MU) & リー・トレビノ (O)         | ゲイ・ブルーアー (C)                                       |
| 1971   | チャールズ・クーディー (M) | ジャック・ニクラス (P)                                      | リー・トレビノ (UO)                                         | ブルース・クランプトン (W)                                 |
| 1970   | ジャック・ニクラス (O)     | (タイ) ビリー・キャスパー (M) & デーブ・ストックトン (P)    | (タイ) ビリー・キャスパー (M) & デーブ・ストックトン (P)    | トニー・ジャックリン (U)                                   |
| 1969   | オービル・ムーディー (U)   | ジョージ・アーチャー (M)                                    | (タイ) トニー・ジャックリン (O) & レイモンド・フロイド (P)  | (タイ) トニー・ジャックリン (O) & レイモンド・フロイド (P) |
| 1968   | ゲーリー・プレーヤー (O)   | ボブ・ゴールビー (M)                                        | ジュリアス・ボロス (P)                                      | リー・トレビノ (U)                                         |
| 1967   | ジャック・ニクラス (U)     | ゲイ・ブルーアー (M)                                        | ロベルト・デ・ビセンゾ (O)                                  | ドン・ジャニュアリー (P)                                   |
| 1966   | ジーン・リトラー (C)       | (タイ) ジャック・ニクラス (MO) & アル・ガイバーガー (P)     | (タイ) ジャック・ニクラス (MO) & アル・ガイバーガー (P)     | ビリー・キャスパー (U)                                     |
| 1965   | ゲーリー・プレーヤー (U)   | ジャック・ニクラス (M)                                      | ピーター・トムソン (O)                                      | デーブ・マー (P)                                           |
| 1964   | トニー・レマ (O)           | ケン・ベンチュリー (U)                                      | ボビー・ニコルズ (P)                                        | アーノルド・パーマー (M)                                   |
| 1963   | ジャック・ニクラス (MP)    | ジュリアス・ボロス (U)                                      | アーノルド・パーマー (プレーオフ)                           | ボブ・チャールズ (O)                                       |
| 1962   | ジャック・ニクラス (U)     | (タイ) アーノルド・パーマー (MO) & ゲーリー・プレーヤー (P) | (タイ) アーノルド・パーマー (MO) & ゲーリー・プレーヤー (P) |                                                            |

メジャー優勝者: M = マスターズ, U = 全米オープン, O = 全英オープン, P = 全米プロ

その他優勝者: C = カナディアン・オープン, W = BMW選手権（当時はウェスタン・オープン）
- Palmer won an 18-hole playoff between the three runners-up of the two majors' playoffs in 1963.

| 順位 | 賞金 ($) |
| ---- | -------- |
| 1    | 50,000   |
| 2    | 15,000   |
| 3    | 7,500    |
| 4    | 5,000    |

- 最初の3回は3位賞金$5,000であった。